# WTA-toernooi van Knokke-Heist
Het WTA-toernooi van Knokke-Heist was een tennistoernooi voor vrouwen dat in 1987 en van 1999 tot en met 2001 plaatsvond in de Belgische kustplaats Knokke-Heist, meer bepaald in de deelgemeente Het Zoute. In 1987 was de officiële naam Belgian Open. In 1999–2001 was de officiële naam van het toernooi Sanex Trophy, maar het werd ook wel aangeduid met de naam French Community Championships.
De WTA organiseerde het toernooi, dat in de categorie "Tier IV" viel en werd gespeeld op gravel.
Er werd door 32 deelneemsters per jaar gestreden om de titel in het enkelspel, en door 16 paren om de dubbelspeltitel. Aan het kwalificatietoernooi voor het enkelspel namen 32 speelsters deel, met vier plaatsen in het hoofdtoernooi te vergeven.

## Officiële namen
| 1987      | Belgian Open |
| 1999–2001 | Sanex Trophy |

## Finales

### Enkelspel
| Datum      | Naam          | Cat.          | ($)           | Winnares              | Verliezend finaliste | Uitslag       |               |
| ---------- | ------------- | ------------- | ------------- | --------------------- | -------------------- | ------------- | ------------- |
| 1987-07-06 | Belgian Open  |               | 75.000        | Kathleen Horvath      | Bettina Bunge        | 6-1, 7-6      | details       |
| 1988–1998  | geen toernooi | geen toernooi | geen toernooi | geen toernooi         | geen toernooi        | geen toernooi | geen toernooi |
| 1999-08-02 | Sanex Trophy  | Tier IVb      | 112.500       | María Sánchez Lorenzo | Denisa Chládková     | 6-7, 6-4, 6-2 | details       |
| 2000-07-17 | Sanex Trophy  | Tier IVb      | 110.000       | Anna Smashnova        | Dominique Van Roost  | 6-2, 7-5      | details       |
| 2001-07-16 | Sanex Trophy  | Tier IV       | 150.000       | Iroda Tulyaganova     | Gala León García     | 6-2, 6-3      | details       |

### Dubbelspel
| Datum      | Naam          | Cat.          | ($)           | Winnaressen                        | Verliezend finalistes               | Uitslag       |               |
| ---------- | ------------- | ------------- | ------------- | ---------------------------------- | ----------------------------------- | ------------- | ------------- |
| 1987-07-06 | Belgian Open  |               | 75.000        | Bettina Bunge Manuela Maleeva      | Kathleen Horvath Marcella Mesker    | 4-6, 6-4, 6-4 | details       |
| 1988–1998  | geen toernooi | geen toernooi | geen toernooi | geen toernooi                      | geen toernooi                       | geen toernooi | geen toernooi |
| 1999-08-02 | Sanex Trophy  | Tier IVb      | 112.500       | Eva Martincová Elena Wagner        | Jevgenia Koelikovskaja Sandra Načuk | 3-6, 6-3, 6-3 | details       |
| 2000-07-17 | Sanex Trophy  | Tier IVb      | 110.000       | Giulia Casoni Iroda Tulyaganova    | Catherine Barclay Eva Dyrberg       | 2-6, 6-4, 6-4 | details       |
| 2001-07-16 | Sanex Trophy  | Tier IV       | 150.000       | Virginia Ruano Pascual Magüi Serna | Ruxandra Dragomir-Ilie Andreea Vanc | 6-4, 6-3      | details       |

1987 · 1988–1998 · 1999 · 2000 · 2001
ITF-toernooien (mannen en vrouwen)

ATP-toernooien (mannen) – ATP-seizoen 2025

WTA-toernooien (vrouwen) – WTA-seizoen 2025

Voormalige toernooien mannen
Voormalige toernooien vrouwen
Voormalige amateurtoernooien